# Cécile de Rome
Pour les articles homonymes, voir Sainte Cécile, Sainte-Cécile et Cécile.
Cécile de Rome, une des saintes Cécile, est une sainte chrétienne. Elle a vécu à Rome, aux premiers temps du christianisme. Elle fut une vierge qui, mariée de force, participa à la conversion de son mari et l'amena à respecter son vœu de virginité. Elle mourut martyre. Sa fête a été fixée au 22 novembre. 
Sainte Cécile est la patronne de la musique  et des musiciens. À la fin du XIXe siècle, une entreprise de réforme de la musique sacrée fut appelée mouvement cécilien en son honneur.

## Histoire et tradition
Il est traditionnellement admis que Cécile (Caecilia) était une noble dame de Rome qui, avec son mari Valérien et le frère de celui-ci Tiburce (Tiburtius), subit le martyre en 230 sous l'empereur Alexandre Sévère. L’archéologue chrétien Giovanni Battista de Rossi soutient une autre version en la faisant périr en Sicile sous l'empereur Marc Aurèle entre 176 et 180, se basant sur le rapport de Venance Fortunat, évêque de Poitiers au début du VIIe siècle. Le martyre de son mari Valérien et de son frère aux mains du préfet Turcius Almachius précéda le sien qui la fit être frappée trois fois au cou par une épée sans toutefois y succomber tout de suite ; elle vécut encore durant trois jours.
Sa dépouille fut retrouvée en 821 dans les catacombes de Saint Calixte puis transférée au quartier de Trastevere, où une basilique fut construite pour l'accueillir. Lors des fouilles de 1599, le corps fut exhumé et l'on s'émerveilla de le trouver intact et dans sa position d'origine. Cet évènement contribua à renforcer l'intérêt pour l’Église primitive, qui imprégnait certains milieux ecclésiastiques et intellectuels de l'époque. Bien que les actes de son martyre produits par la suite n'aient pas été authentifiés, le sculpteur Stefano Maderno (1576-1636), frère de l'architecte Carlo Maderno, était présent lors de l'identification de la dépouille. L’œuvre qu'il réalisa aussitôt rend compte de cette fascination devant les témoignages de l’Église originelle.

### Patronne des musiciens
Un passage de sa légende (au sens étymologique de legenda, ce qu'il faut lire : le récit de sa vie) affirme que durant son mariage, alors que les musiciens jouaient de leur instrument, elle chanta un hymne à la gloire de Dieu dans son cœur. Un autre dit qu'allant au martyre, elle entendit une musique céleste. Ces circonstances en feront la patronne du chant sacré et des musiciens, des luthiers et des autres fabricants d'instruments de musique. On la représente avec une couronne de fleurs, symbole de virginité, un plant de lys, un instrument de musique et une épée. Elle est souvent enturbannée et richement habillée, signes d'une origine patricienne. C'est l'une des martyrs des débuts de l'Église les plus vénérés, mentionné dans le canon de la messe depuis 496.

## La légende de sainte Cécile

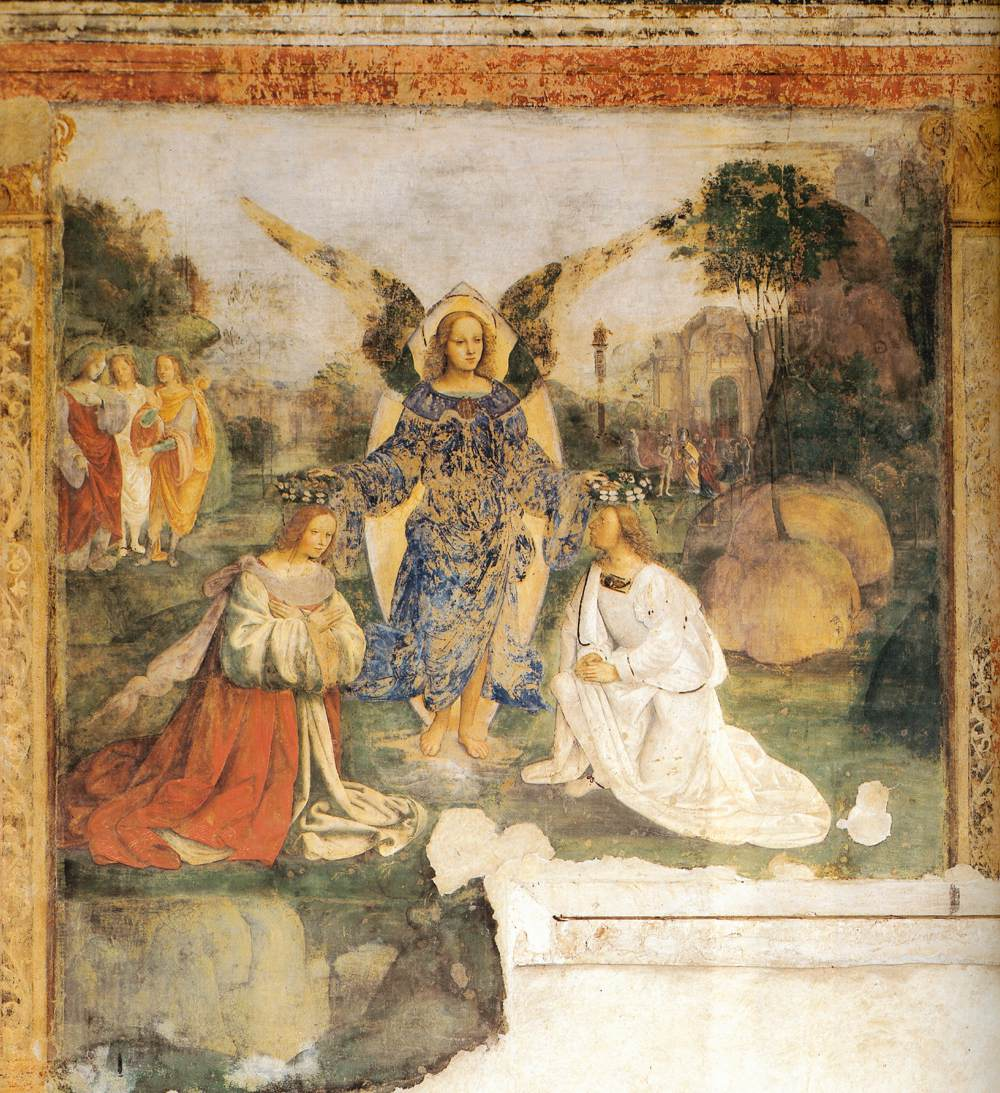
Cécile et Valérien couronnés par un ange, attribué à Bagnacavallo et Biagio Pupini (1506), oratoire de Sainte Cécile, Bologne.

Cette légende fut notamment transmise dans La Légende dorée de Jacques de Voragine.
Issue d'une noble famille romaine, elle voua sa vie très jeune à Dieu et fit vœu de virginité. Arrivée en âge de se marier, ses parents lui choisissent pour époux, Valérien, un païen. Après plusieurs jours de prière et de jeûne, arrive la nuit de noces : elle révèle son secret à Valérien, et lui demande de respecter sa virginité, ainsi que de se convertir.
Valérien, maîtrisé par la grâce de Dieu, lui répondit : « Si tu veux que je te croie, fais-moi voir cet ange, et si je m’assure que c'est vraiment un ange de Dieu, je ferai ce à quoi tu m’exhortes ; mais si tu aimes un autre homme, je vous frapperai l’un et l’autre de mon glaive. » Après lui avoir fait lire l'Évangile selon Luc et après avoir renoncé aux idoles, il se convertit. Elle le conduit alors au pape Urbain qui le prépare au baptême et le baptise à Pâques.
Le frère de Valérien, Tiburce, se convertit à son tour, et un ange lui annonce qu'ils arriveront tous deux auprès du Seigneur avec la palme du martyre. Valérien et Tiburce s'emploient à donner des sépultures aux corps des martyrs que le préfet Amalchius faisait tuer comme criminels, et brûler. Jusqu'au jour où ils sont dénoncés. (En effet, si à l'époque les chrétiens étaient dénoncés on cherchait à les forcer à renier leur foi et à adorer les dieux des Romains.)
Au terme de leur procès, les deux frères furent livrés à la garde de Maxime. Celui-ci tente de les sauver une dernière fois de la mort : « Ô noble et brillante fleur de la jeunesse romaine ! Ô frères unis par un amour si tendre ! Comment courez-vous à la mort ainsi qu'à un festin ? ». Valérien lui dit que s'il promettait de croire, il verrait lui-même leur gloire après leur mort. « Que je sois consumé par la foudre, dit Maxime, si je ne confesse pas ce Dieu unique que vous adorez quand ce que vous dites arrivera ! ».
Alors Maxime, toute sa famille et tous les bourreaux crurent et reçurent le baptême d'Urbain qui vint les trouver en secret. Valérien et Tiburce furent décapités, et Maxime fouetté à mort. Cécile obtient l'autorisation de les enterrer (au lieu de les brûler) dans un tombeau de la voie Appienne et non dans les catacombes (cimetières souterrains).

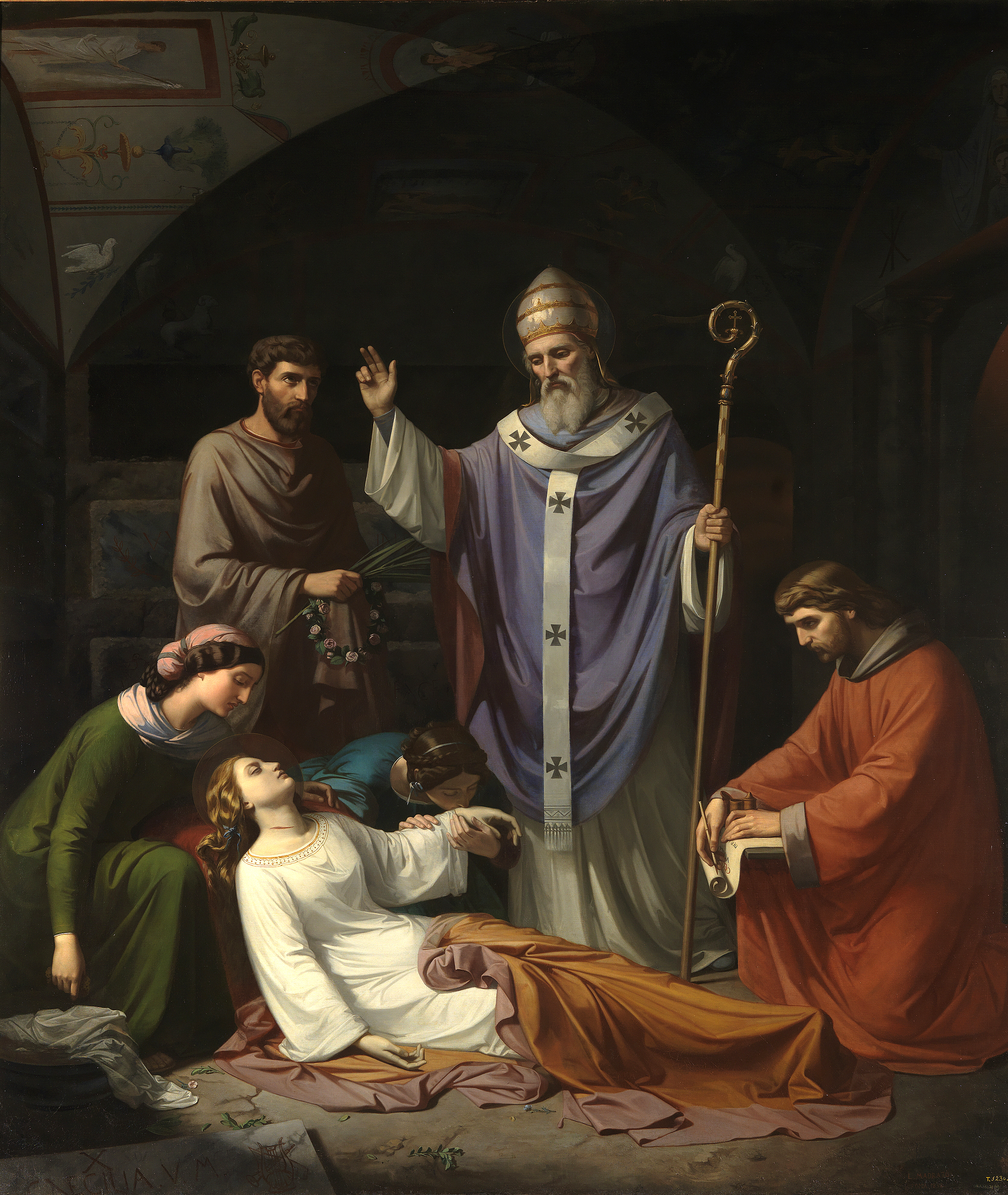
Enterrement de sainte Cécile aux catacombes de Rome, Luis de Madrazo (1852), musée du Prado, Madrid.

Cécile se sent menacée, mais sa foi est plus forte que sa peur et elle continue d'évangéliser chez elle et dans les jardins du mont Palatin. Le pape Urbain vient célébrer l'eucharistie chez Cécile pour ce groupe de chrétiens.
Un jour, elle est arrêtée et le juge la condamne à être décapitée en public, chez elle.
Comme elle est belle et noble, les bourreaux lui demandent de changer d'avis.
Elle répond : « Ceci n'est point perdre sa jeunesse, mais la changer ; c'est donner de la boue pour recevoir de l’or ; échanger une vile habitation et en prendre une précieuse : donner un petit coin pour recevoir une place brillamment ornée. Si quelqu'un voulait donner de l’or pour du cuivre, n'y courriez-vous pas en toute hâte ? Or, Dieu rend cent pour un qu'on lui a donné. Croyez-vous ce que je viens de vous dire ?
— Nous croyons, répondirent-ils, que le Christ qui possède une telle servante, est le vrai Dieu. »
On appela l’évêque Urbain et beaucoup de personnes furent baptisées.
Sainte Cécile se met à chanter en attendant le coup de hache du bourreau, mais ce dernier, après trois tentatives infructueuses, la laisse agoniser durant trois jours (la loi romaine interdisait le quatrième coup).
Elle confie tous ses biens au pape Urbain et lui recommande ceux qu'elle a convertis, ainsi que sa maison pour en faire une église : elle subsiste aujourd'hui, c'est l'église Sainte-Cécile-du-Trastevere, à Rome.

## Églises et chapelles consacrées à sainte Cécile
En France, la cathédrale d'Albi est la seule cathédrale à porter le vocable de sainte Cécile. Elle est inscrite au patrimoine mondial de l'UNESCO et possède le plus grand orgue classique de France. Cécile y est honorée chaque année lors de sa solennité avec vénération des reliques lors de la messe solennelle de la Sainte-Cécile.
Près d'Albi, l'église Sainte-Cécile du Carla, située à Castelnau-de-Lévis, dans le Tarn, en région Occitanie, est dédiée à sainte Cécile.
À Salaberry-de-Valleyfield au Québec, on trouve la basilique-cathédrale Sainte-Cécile, reconnue comme une des plus belles églises au Canada.
L'église Sainte-Cécile est l'église paroissiale de la commune de Sainte-Cécile-les-Vignes (Vaucluse). L'église Sainte-Cécile de Zainvillers (Vosges) a été détruite en 2015.
L'église Sainte-Cécile est l'église paroissiale de Loupian (Hérault).
Plusieurs chapelles lui sont dédiées en France, dont :
- la chapelle Sainte-Cécile de Briec dans le Finistère (en breton, sainte Cécile est dénommée santez Aziliz) ;
- la chapelle Sainte-Cécile de Flée (Sarthe) ;
- la chapelle Sainte-Cécile de Rivel (Aude) ;
- la chapelle Sainte-Cécile de Saint-Germain-en-Laye (Yvelines) ;
- la chapelle Sainte-Cécile de Plane Sylve à Saint-Paul-Cap-de-Joux (Tarn) ;
- la chapelle Sainte-Cécile de Fouquières-lès-Lens (Pas-de-Calais), construite en 1951 ;
- la chapelle Sainte-Cécile des Embiez en Six-Fours (Var), inaugurée en 1992 par Paul Ricard ;
- la chapelle du couvent Sainte-Cécile à Grenoble (Isère) ;
- la chapelle du cimetière des Frères du couvent du Bischenberg à Bischoffsheim (Bas-Rhin) ;

Une statue de la Vallée des saints en Bretagne représente santez Aziliz (sainte Cécile).

## Sainte Cécile dans les arts et la littérature

### Œuvres plastiques

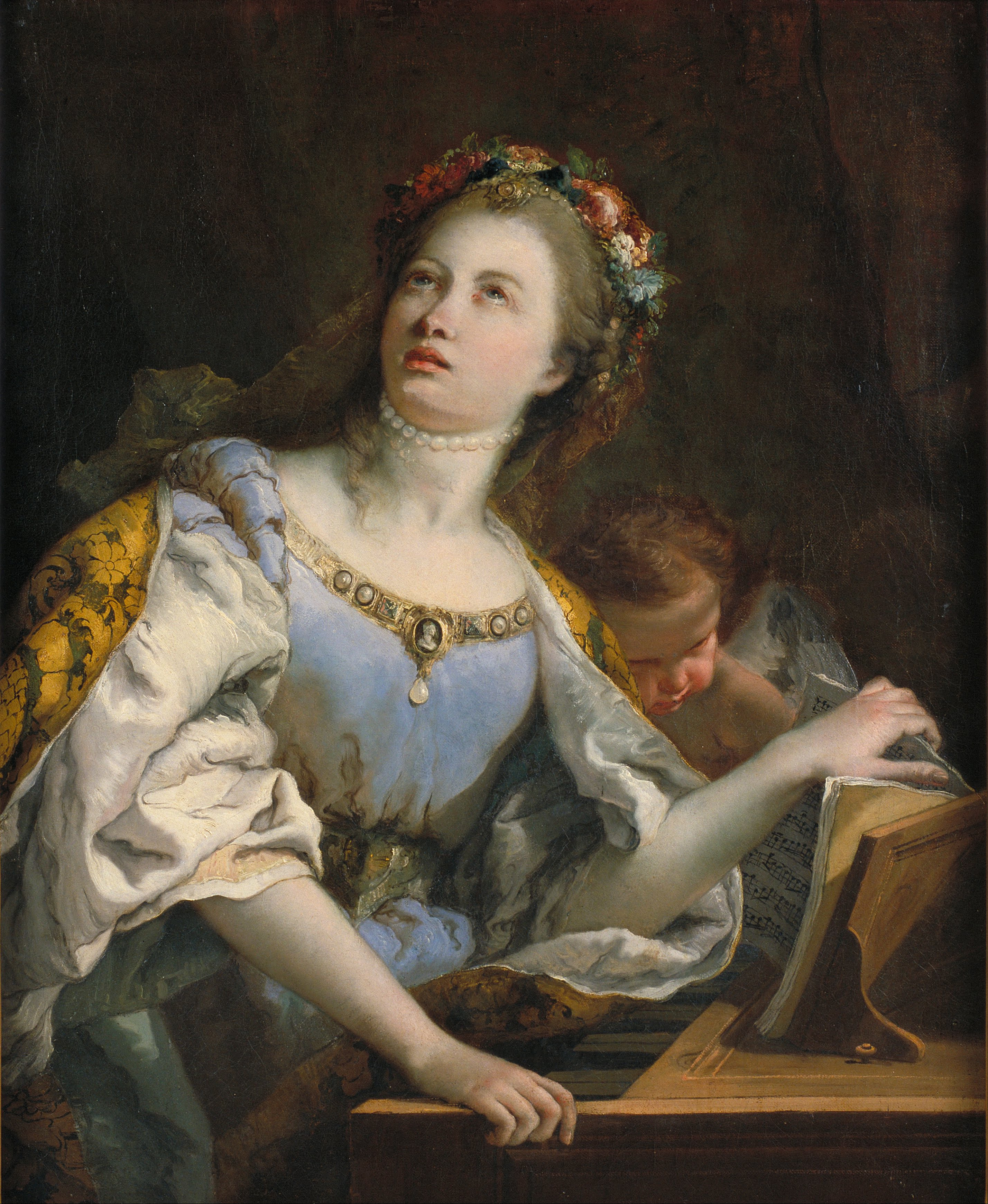
Sainte Cécile
Giambattista Tiepolo, 1750-1760
musée national d'Art de Catalogne.

Comme vierge martyre et comme patronne des musiciens, sainte Cécile a beaucoup inspiré les peintres, les dessinateurs et les graveurs, dès le XVe et jusqu'au XIXe siècle. Raphaël, Le Dominiquin ou encore Carlo Dolci lui ont consacré des tableaux. On trouve dans Mirimonde (1974) une riche anthologie de dessins, peintures et gravures, qui peut être enrichie avec l'étude de Nico Staiti de 2002. Certaines de ces œuvres (tel le célèbre tableau de Raphaël) ont même fait l'objet d'études approfondies sur les plans historique, esthétique ou symbolique.
Parmi ces œuvres :
- la sculpture de Stefano Maderno qui orne son tombeau, citée plus haut,
- la sculpture célèbre de Jean-François-Théodore Gechter, réalisée vers 1840. Un exemplaire est conservé au Musée de la vie romantique, Hôtel Scheffer-Renan, à Paris,
- la peinture de Nicolas Poussin exécutée en 1627-1628, conservée au musée du Prado, à Madrid.
- la peinture de Raphaël, L'Extase de sainte Cécile, Pinacothèque nationale (Bologne), 1514-1516.
- la peinture d'Artemisia Gentileschi, Sainte Cécile jouant du luth, exécutée vers 1616, Galleria Spada (Rome).
- tableau de Giambattista Tiepolo vers 1750-1760, au musée national d'Art de Catalogne[7].
- la peinture de Gustave Moreau, Sainte Cécile, conservée au musée Gustave Moreau (Paris 9e).
- Sainte Cécile morte, huile sur toile d'Étienne Gautier vers 1878, conservée au musée d'Orsay (Paris 7e).

### Œuvres musicales

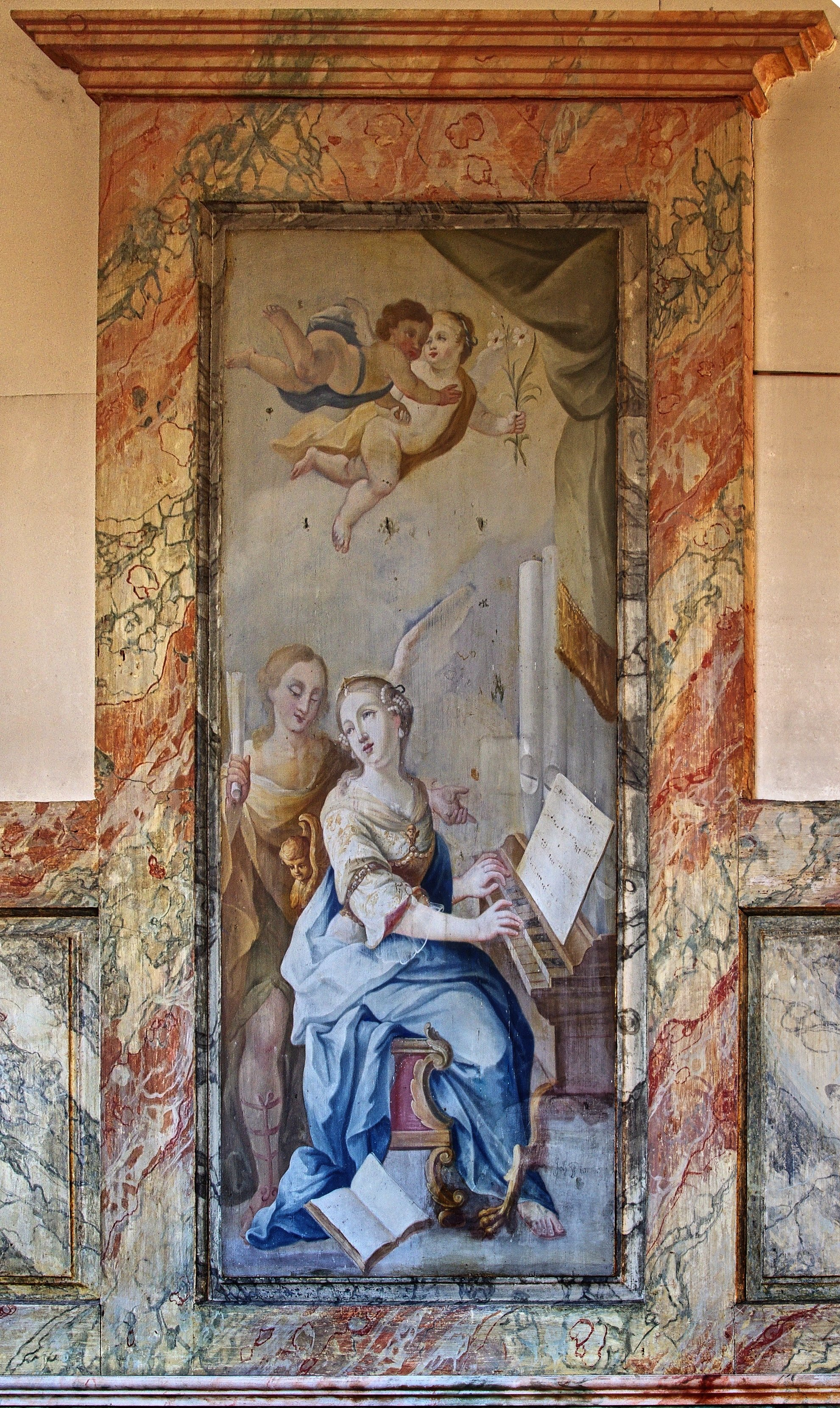
Sainte Cécile à l'orgue, peinture à l'huile de Johann Pfunner au dos du buffet d'orgue de l'église Adelhauser à Fribourg-en-Brisgau, 1749.

Les premières traces écrites de pièces musicales en l'honneur de sainte Cécile se retrouvent dans les antiennes issues de l'usage des mélodies grégoriennes. Elle est ainsi fêtée lors des vêpres du 22 novembre dans le cadre de l'année liturgique, le texte de la première antienne rappelant les attributs essentielles de la sainte : « Cantántibus órganis, Caecília Dómino decantábat dícens : Fíat cor méum immaculátum, ut non confúndar. »
En tant que patronne des musiciens, c'est naturellement sous ses auspices que se placent beaucoup de confréries musicales, de puys, de société de musique ou d'académies, de l'Ancien Régime à nos jours. Du XVIe au XVIIIe siècle, de nombreux musiciens composent des motets pour l'office de sa fête ou des œuvres plus développées (la liste ci-dessous est très sommaire, tant Cécile a inspiré les compositeurs...).
- Luca Marenzio a inclus un motet à sainte Cécile Cantantibus organis dans son recueil Motectorum pro festis totius anni, publié à Rome en 1585; (2e éd. Venise, 1588).
- Palestrina, Motet solennel de Sainte Cécile.
- Abraham Blondet (maître de musique de Notre-Dame de Paris), Officii Divæ Ceciliæ virg. et mart. musicorum patronæ musici… [à 10 v.]. Paris : Pierre I Ballard, 1611-1612 (œuvre perdue).
- Giovanni Paolo Cima, concerts spirituels pour Sainte Cécile
- Paul Damance, Messe de sainte Cécile
- Henry Dumont, Caecilia famula, alto, basse, viole ou violon, ad libitum, basse de viole ad libitum, basse continue (1657).
- Marc-Antoine Charpentier lui consacre quatre Histoires Sacrées :
  - In honorem Caeciliae, Valeriani et Tiburtii canticum H.394 pour 3 voix, 2 dessus instrumentaux et basse continue (1675 ?).
  - Caecilia virgo et martyr octo vocibus H.397 pour solistes, double chœur, double orchestre et basse continue (1677-78).
  - Caecilia virgo et martyr, H.413 pour solistes, chœur et 2 dessus instrumentaux (1683-85).
  - Caecilia virgo et martyr  H.415 - H.415 a pour solistes, chœur et 2 dessus instrumentaux (1686).

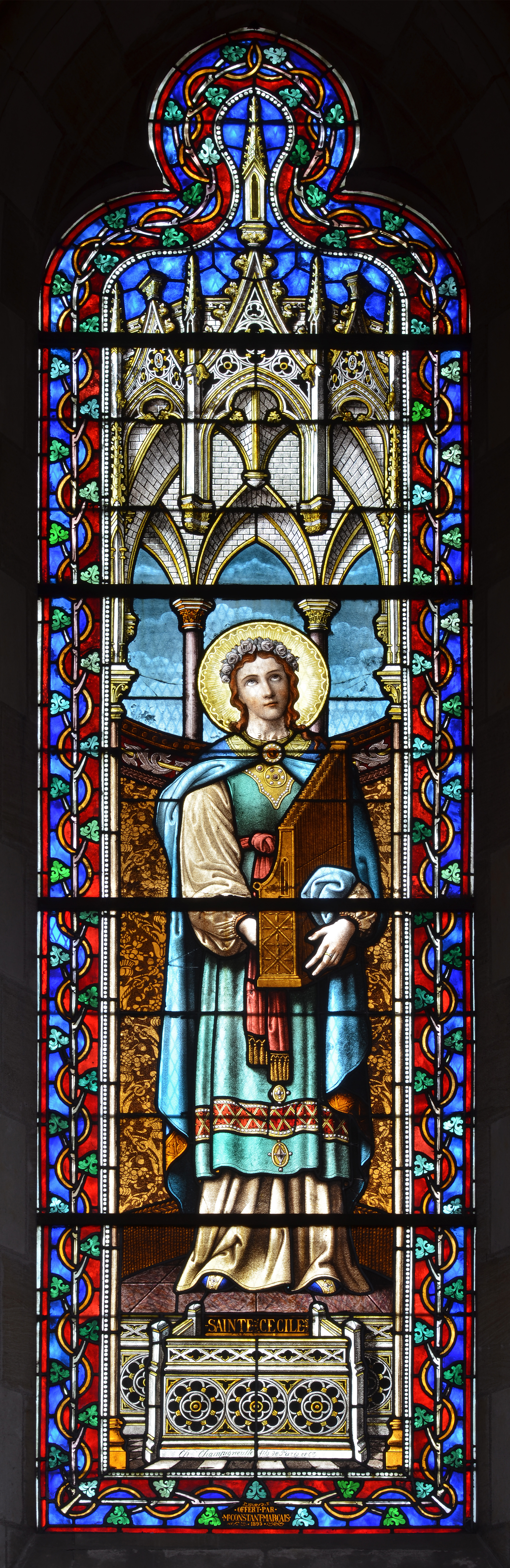
Vitrail de l'atelier Charles Champigneulle (1895) représentant Cécile de Rome, en l'église Notre-Dame de Sablé-sur-Sarthe.

- Henry Purcell compose en 1692 avec son ode à sainte Cécile Hail! Bright Cecilia.
- Sébastien de Brossard compose vers 1720 un Cantique à Ste Cécile SdB.9.
- Alessandro Scarlatti Il martirio di santa Cecilia, oratorio donné pour la première fois le 1er mars 1708 ; Messa di Santa Cecilia (1720).
- Georg Friedrich Haendel a composé deux œuvres en l'honneur de sainte Cécile, toutes deux sur l'ode pour la fête de Sainte-Cécile (1697) de John Dryden : 
  - l'oratorio La Fête d'Alexandre (Alexander's Feast or The Power of Music) en 1736
  - l'Ode pour la Sainte-Cécile (Ode for St. Cecilia's Day) en 1739 d'autre part.
- Joseph Haydn compose en 1766-67 une Missa Sanctae Caeciliae ou Missa Cellensis in honorem Beatissimae Virginis Mariae[9].
- Camille Saint-Saëns a composé une Ode à sainte Cécille en 1852
- Charles Gounod a composé une messe solennelle en son honneur de Sainte Cécile. La première de cette messe eut lieu à l'église Saint-Eustache à Paris, le 22 novembre 1855, jour de la Sainte-Cécile.
- Le compositeur hongrois Franz Liszt a composé une œuvre chorale intitulée La Légende de sainte Cécile en 1874.
- Franz Liszt a aussi composé, en l'honneur de sainte Cécile de Rome, un chant pour voix d'Alto solo, Choeur mixte et Orchestre : Cantantibus Organis en 1879
- Ernest Chausson a composé La Légende de sainte Cécile, musique de scène pour un drame en trois actes de Maurice Bouchor en 1891[10].
- Alexandre Guilmant, Fugue pour sainte Cécile
- Alessandro Esposito (1913 -1981), Variations sur Sainte Cécile.
- Licinio Refice a composé en 1934 un oratorio scénique intitulé Cecilia, disponible au disque.
- Benjamin Britten, né le jour de la Sainte-Cécile (22 novembre 1913), a composé en 1942 Hymn to St Cecilia (en) sur un poème de W. H. Auden, que ce dernier lui avait dédié[11].
- Plus récemment, l'Estonien Arvo Pärt a composé Cecilia, vergine romana en 2000, commande de l'Académie nationale de Sainte-Cécile de Rome.
- For St Cecilia de Aldo Finzi 1947
- Le groupe Mes souliers sont rouges chante Sainte Cécile sur l'album Proches. La sainte y est décrite comme "Patronne des brailleux d'chansonettes".
- The Passion of Saint Cecilia de Judith Shatin, concerto pour piano et fantaisie pour piano seul, 1984.
- Passio Ceciliae de Marco Frisina 2011

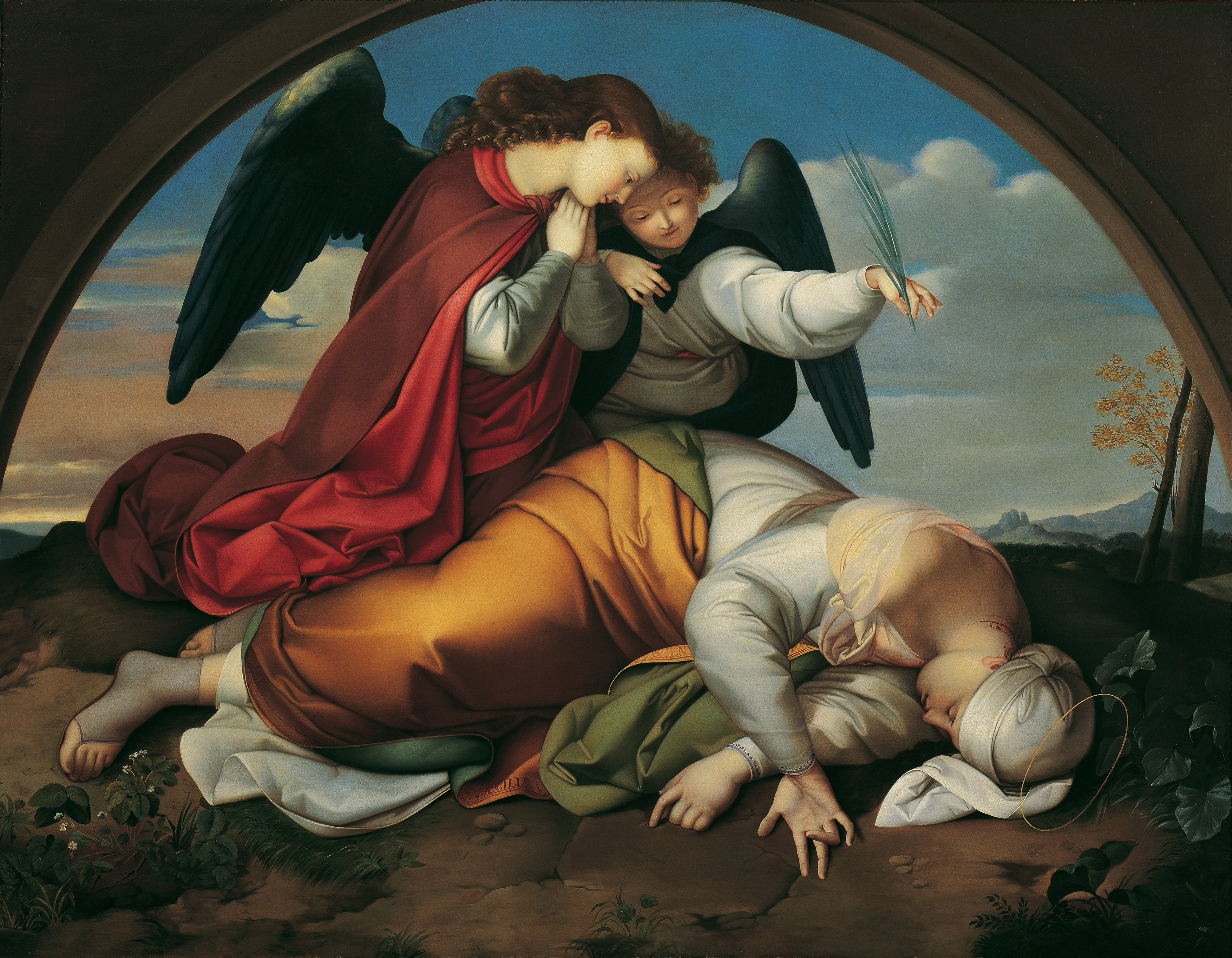
Johann Scheffer von Leonhardshoff, Mort de sainte Cécile, huile sur toile, 1820-1821, Österreichische Galerie Belvedere.

### Œuvres littéraires
Geoffrey Chaucer reprend l'histoire de Cécile dans Les Contes de Canterbury (Le Conte de la Deuxième Nonne).
L'hagiographie de Cécile est reprise et illustrée dans les Chroniques de Nuremberg (1493).
Le Rémois Nicolas Soret a publié une tragédie : La Céciliade, ou martyre sanglant de Saincte Cécile, patrone des Musiciens : où sont entre-mélés plusieurs beaux exemples moraux, graves sentences, naïves allegories, & comparaisons familières, convenables tant aux personnages qu'au sujet : Avec les chœurs mis en musique par Abraham Blondet (...) par N. Soret Rhemois. Paris : Pierre Rezé, 1606).
Pour le jour de Sainte-Cécile 1687, le poète Dryden écrit une ode restée célèbre (From harmony, from heavenly harmony… : à lire ici.
Mallarmé lui a consacré un délicat poème intitulé Sainte où il l'appelle Musicienne du silence.

#### Bases de données et dictionnaires
- Ressources relatives aux beaux-arts :   - British Museum
  - Sandrart.net
- Ressource relative à la littérature :   - Archives de littérature du Moyen Âge
- Ressource relative à la religion :   - GCatholic.org
- Notices dans des dictionnaires ou encyclopédies généralistes :   - Britannica
  - Collective Biographies of Women
  - Deutsche Biographie
  - Gran Enciclopèdia Catalana
  - Hrvatska Enciklopedija
  - Internetowa encyklopedia PWN
  - Store norske leksikon
  - Universalis
- Notices d'autorité :   - VIAF
  - ISNI
  - BnF (données)
  - LCCN
  - GND
  - Italie
  - Espagne
  - Israël
  - Catalogne
  - Suède
  - Australie
  - Tchéquie
  - WorldCat